# Ирменгарда Кёльнская
Ирменгарда Кёльнская (Ирменгарда из Зюхтельна; нем. Irmgard von Süchteln; около 1000 — 1065 или 1082/1089, Кёльн, Германия) — католическая святая эпохи Средневековья.

## Биография

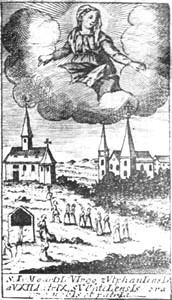
Икона «Святая Дева Ирменгарда Кёльнская, покровительница Зюхтельна, молись о нас и нашей стране». XVI век

Родилась в семье Годизо фон Аспель-Геймбах, графа в Хамаланде и Льежской области, внучка вице-герцога Нижней Лотарингии Рихера Аспельского.
После смерти отца около 1011—1013 годов Ирменгарда стала правящей графиней Аспеля (Германия) (до 1085).
Известна тем, что после наследования состояния родителей, она пожертвовала свои богатства больницам, церквам, другим благотворительным и общественным институтам.
Ирменгарда жила в одиночестве, простой жизнью, совершила три паломничества в Рим. Была благочестивой христианкой, совершившей много добрых поступков.
Последние годы своей жизни провела в Кёльне, где поддерживала монастыри. Какое-то время отшельническую жизнь в Зюхтельне (теперь район г.Фирзен земли Северный Рейн — Вестфалия).

## Прославление
Почитание святой Ирменгарды Кёльнской учреждено в 1319 году. Её мощи хранятся в раке в алтаре Кёльнского собора. День памяти — 4 сентября.

## Память
- Церковь Св. Ирменгарды в Зюхтельне.
- Больница Св. Ирменгарды в Кёльне (нем. St. Irmgardis-Krankenhaus)
- Католическая архиепископская гимназия Св. Ирменгарды в Кёльне (нем. Irmgardis-Gymnasium in Köln)
- Детский сад Св. Ирменгарды в г. Фирзен (нем. Kindergarten St. Irmgardis)
- Братство Св. Ирменгарды 1663 в г. Кефелер (нем. St. Irmgardis-Bruderschaft 1663 e.V.)
- Скульптура Святой Ирменгарды в Хальдерне (Рес).